# Москворецкая шлюзованная система

Гидротехнические сооружения на Москве-реке

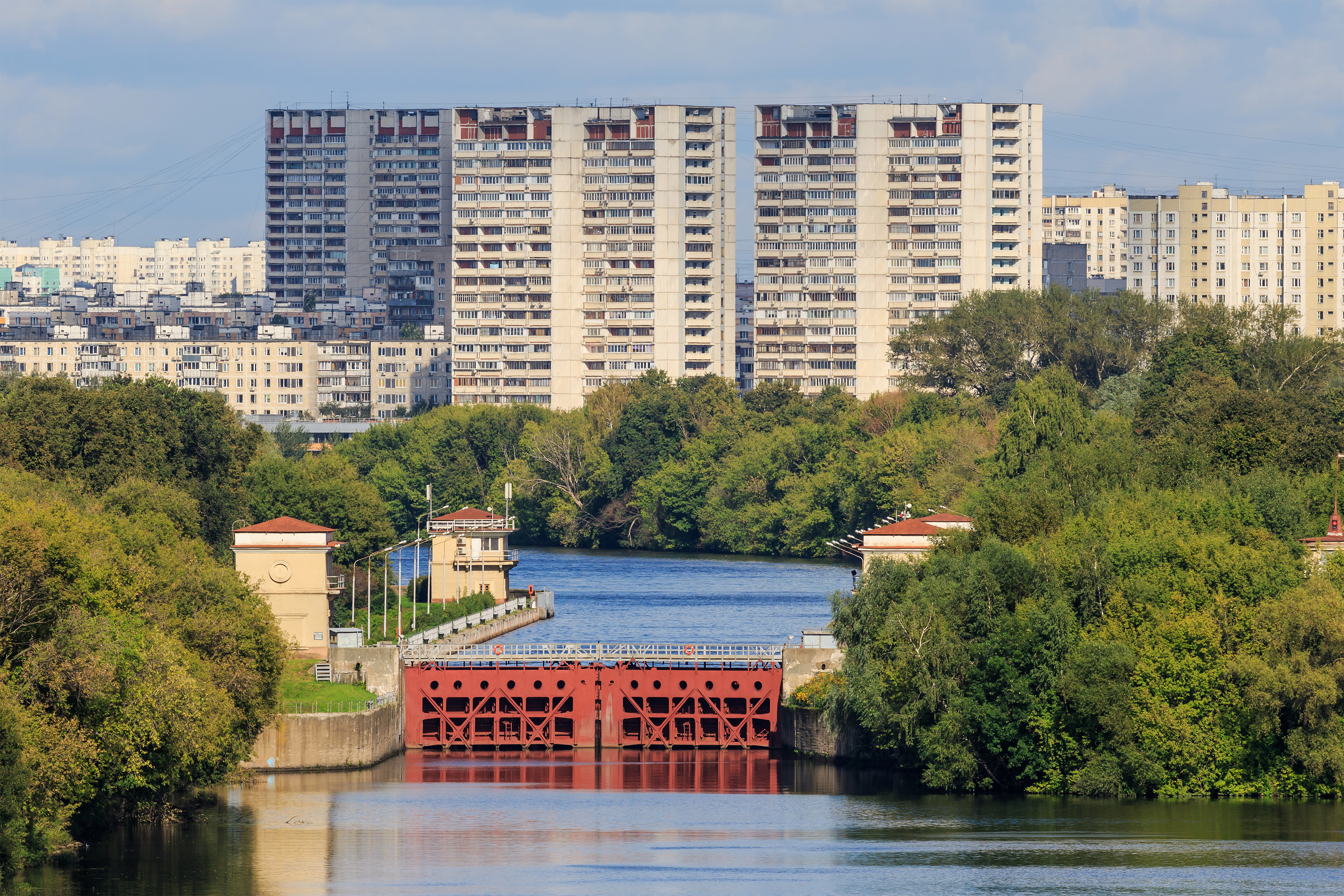
Шлюз № 10 в Москве (Перервинский гидроузел)

Москворецкая шлюзованная система — система плотин и шлюзов, обеспечивающих судоходство на Москве-реке.

## История
Первоначально система была сооружена в 1874—1877 годах акционерным обществом «Товарищество Москворецкого туерного пароходства» (с французским капиталом) для туерного судоходства.
Шесть построенных плотин — Перервинская (№ 4 на схеме), Бесединская (ныне имени Трудкоммуны, № 5), Андреевская (№ 6), Софьинская (№ 7), Фаустовская (№ 8) и Северская (№ 9) — обеспечили общий подпор в 16 метров и проход судов с осадкой до 0,9 метра (по некоторым источникам, 0,7 метра). Все плотины были однотипными и разборными: во время паводков плотины разбирались и суда проводились прямо через пороги. Шлюзы при всех плотинах были однокамерными, кроме двухкамерного Перервинского, с камерами длиной 205 метров, шириной по дну 15,6 метра и шириной ворот 5 метров. Длина системы от устья Москвы до Перервинского шлюза — 154 километра.
При сооружении системы товарищество полагалось на заверения правительства Российской империи об улучшении нижней части Оки. Правительство ничего в этой области не сделало, и шлюзованная система осталась изолированной, пригодной лишь для подвоза строительных материалов и сена. Товарищество потому попросило правительство забрать у них систему, что и было исполнено; система перешла в ведение Московского округа путей сообщения в 1902 году.
В 1904 году через шлюзы было перевезено 19 миллионов пудов грузов.
Все плотины системы были реконструированы в 1920—1922 годах. В 1933—1937 годах в связи со строительством канала имени Москвы Перервинский гидроузел был полностью перестроен, с сооружением новой плотины с высоким подпором, шлюзов и ГЭС. Бабьегородская плотина и Краснохолмский шлюз оказались в зоне подпора и были разобраны за ненадобностью. В 1936 году система была передана Московско-Волжско-Окскому бассейновому управлению пути (после 1942 года называвшемуся Московско-Окским БУП), а в 1958 году перешла в подчинение Управления канала имени Москвы.
Во время реконструкции шлюзов в 1961—1972 годах были построены новые шлюзы длиной 270 метров и шириной 18 метров из сборного железобетона. В 1983—1989 годах новые железобетонные плотины с судоходными пролётами возведены на гидроузлах Андреевском и имени Трудкоммуны.

## Современное состояние
В настоящее время подпор реки Москвы осуществляют 9 гидроузлов:
1. Можайский
2. Рублевский
3. Карамышевский
4. Перервинский
5. Бесединский
6. Андреевский
7. Софьинский
8. Фаустовский
9. Северский

Расчётная пропускная способность системы — 12,5 миллионов тонн в навигацию, реально в 2006 году было перевезено 6 миллионов тонн грузов, в основном песка. Навигация обычно открывается 24 апреля и заканчивается 10 ноября.
За техническое состояние системы и навигацию отвечает ФГУП «Канал имени Москвы».